# Unorganized borough

De gebieden die tot het Unorganized borough behoren in rood.

Met het Unorganized borough van de Amerikaanse staat Alaska wordt het gedeelte van de staat aangeduid dat niet onder één van de boroughs valt. Het gebied beslaat 837.700 km2 (ongeveer 20 keer Nederland) en omvat daarmee het grootste deel van de staat. Het gebied is groter dan elke van de overige 49 staten van de Verenigde Staten. Het gebied heeft rond de 77.000 inwoners.
Het Unorganized borough is ingedeeld in verschillende kiesdistricten, waarvan de Yukon-Koyukuk Census Area verreweg de grootste is. Het Unorganized borough heeft geen hoofdplaats omdat alle overheidsfuncties vanuit de staat worden georganiseerd. De grootste plaats is Bethel. Sinds haar oprichting in 1970 is het gebied geslonken omdat verschillende delen later als borough verder zijn gegaan.